# Centorisoma nigriaristatum
Centorisoma nigriaristatum är en tvåvingeart som beskrevs av Yang 1992. Centorisoma nigriaristatum ingår i släktet Centorisoma och familjen fritflugor.
Artens utbredningsområde är Qinghai (Kina). Inga underarter finns listade i Catalogue of Life.